# Cantonul Le Buisson-de-Cadouin
Cantonul Le Buisson-de-Cadouin este un canton din arondismentul Bergerac, departamentul Dordogne, regiunea Aquitania, Franța.

## Comune
- Alles-sur-Dordogne
- Badefols-sur-Dordogne
- Bouillac
- Le Buisson-de-Cadouin (reședință)
- Calès
- Molières
- Pontours
- Urval